# Warren J. North
Pour les articles homonymes, voir North.
Warren J. North est un pilote d'essai et un ingénieur aéronautique américain né le 28 avril 1922 et mort le 10 avril 2012.
Il forme des pilotes de chasse pendant la Seconde Guerre mondiale puis, après guerre, il étudie le génie aéronautique et devient pilote d'essai.
Il est Chief of the Flight Crew Support Division de 1962 à 1971 et Assistant Director for Space Shuttle, Flight Operations Directorate du Manned Spacecraft Center — futur centre spatial Lyndon B. Johnson — de la National Aeronautics and Space Administration (Nasa) de 1971 à 1985.
Il a reçu la médaille du service exceptionnel de la NASA en 1969.